# Jean-Guy Gautier
Jean-Guy Gautier (Jarnac, 30 december 1875 - Cognac, 23 oktober 1938) was een Frans rugbyspeler en atleet.

## Carrière
Gautier speelde in zijn studententijd rugby en werd tweemaal landskampioen van Frankrijk. Tijdens de Olympische Zomerspelen 1900 werd hij met zijn ploeggenoten Olympisch kampioen. 
Gautier was viermaal Frans kampioen op de 100 meter en eenmaal op de 400 meter en het verspringen.

## Erelijst

### Rugby
- 1896: landskampioen met Olympique
- 1900:  Olympische Spelen
- 1901: landskampioen met Stade français Parijs

### Atletiek

#### 100 m
- 1893:  Franse kamp. - 11,2 s
- 1894:  Franse kamp. - 11,0 s (NR)
- 1897:  Franse kamp. - 11,6 s
- 1897:  Franse kamp. - 11,8 s
- 1898:  Franse kamp.

#### 400 m
- 1894:  Franse kamp. - 51,6 s (NR)
- 1896:  Franse kamp.

#### verspringen
- 1894:  Franse kamp. - 5,94 m (NR)